# Archieparquía de Antelias
La archieparquía de Antelias (en latín: Archieparchia Anteliensis Maronitarum y en árabe: أبرشية أنطلياس الكاثوليكية المارونية‎) es una circunscripción eclesiástica de la Iglesia católica en Líbano. Se trata de una archieparquía maronita inmediatamente sujeta al patriarcado de Antioquía de los maronitas. Desde el 3 de marzo de 2021 su archieparca es Antoine Farès Bounajem.

## Territorio y organización
La archieparquía extiende su jurisdicción sobre los fieles de rito antioqueno maronita residentes en parte de la gobernación del Monte Líbano. La eparquía está dentro del territorio propio del patriarcado de Antioquía de los maronitas.
La sede de la archieparquía se encuentra en la ciudad de Antelias, un suburbio de Beirut, en donde se halla la Catedral de San Elías.
En 2020 en la archieparquía existían 97 parroquias.

## Historia
El sínodo maronita de 1736 anexó a la eparquía de Chipre (hoy archieparquía) el sector que comprendía Bikfaya, Beit Chabab y sus granjas, y el resto de las aldeas del distrito de Metn en Líbano hasta el puente de Beirut. La archieparquía de Antelias fue separada de la archieparquía de Chipre el 11 de junio de 1988, comprendiendo todas las parroquias de su jurisdicción libanesa en los distritos de Metn y Baabda.

## Estadísticas
Según el Anuario Pontificio 2021 la archieparquía tenía a fines de 2020 un total de 280 521 fieles bautizados.
| Año                                                                             | Población            | Población | Población      | Sacerdotes | Sacerdotes    | Sacerdotes    | Bautizados por sacerdote | Diáconos permanentes | Religiosos | Religiosos | Parroquias |
| Año                                                                             | Bautizados católicos | Total     | % de católicos | Total      | Clero secular | Clero regular | Bautizados por sacerdote | Diáconos permanentes | Varones    | Mujeres    | Parroquias |
| ------------------------------------------------------------------------------- | -------------------- | --------- | -------------- | ---------- | ------------- | ------------- | ------------------------ | -------------------- | ---------- | ---------- | ---------- |
| 1990                                                                            | 270 585              | ?         | ?              | 104        | 59            | 45            | 2601                     |                      | 94         | 434        | 102        |
| 1999                                                                            | 217 660              | ?         | ?              | 144        | 69            | 75            | 1511                     |                      | 88         | 330        | 82         |
| 2000                                                                            | 219 860              | ?         | ?              | 156        | 68            | 88            | 1409                     |                      | 100        | 247        | 93         |
| 2001                                                                            | 197 967              | ?         | ?              | 161        | 70            | 91            | 1229                     |                      | 152        | 247        | 93         |
| 2002                                                                            | 213 319              | ?         | ?              | 163        | 72            | 91            | 1308                     |                      | 152        | 240        | 93         |
| 2003                                                                            | 210 135              | ?         | ?              | 150        | 70            | 80            | 1400                     |                      | 80         | 214        | 86         |
| 2004                                                                            | 191 763              | ?         | ?              | 125        | 67            | 58            | 1534                     |                      | 83         | 237        | 93         |
| 2006                                                                            | 193 377              | ?         | ?              | 126        | 71            | 55            | 1534                     |                      | 87         | 565        | 93         |
| 2009                                                                            | 297 283              | ?         | ?              | 130        | 75            | 55            | 2286                     |                      | 97         | 303        | 91         |
| 2012                                                                            | 249 971              | ?         | ?              | 162        | 76            | 86            | 1543                     |                      | 107        | 211        | 93         |
| 2015                                                                            | 271 916              | ?         | ?              | 163        | 77            | 86            | 1668                     |                      | 106        | 365        | 95         |
| 2018                                                                            | 276 325              |           |                | 161        | 75            | 86            | 1716                     |                      | 97         | 356        | 97         |
| 2020                                                                            | 280 521              | ?         | ?              | 166        | 80            | 86            | 1689                     |                      | 96         | 354        | 97         |
| Fuente: Catholic-Hierarchy, que a su vez toma los datos del Anuario Pontificio. |                      |           |                |            |               |               |                          |                      |            |            |            |

## Episcopologio
- Joseph Mohsen Béchara † (11 de junio de 1988-16 de junio de 2012 renunció)
- Camille Zaidan † (16 de junio de 2012-21 de octubre de 2019 falleció)
- Antoine Farès Bounajem, desde el 3 de marzo de 2021